# 595

## Esdeveniments
- Matrimoni de Mahoma (data probable) amb Khadija bint Khuwàylid
- Campanya dels Balcans: una força de socors encapçalada per Prisc remunta la riba sud del Danubi fins a Novae (actual Bulgària). La ciutat fortificada de Singidúnum (Belgrad) és saquejada pels àvars i abandonada davant de l'arribada de l'exèrcit romà d'Orient. Els àvars es retiren i fan una incursió a Dalmàcia.